# Henry Armetta
Henry Armetta (nacido como Enrico Armetta; 4 de julio de 1888-21 de octubre de 1945) fue un actor de género estadounidense que apareció en al menos 150 películas en Estados Unidos, comenzando en el cine mudo. Su última película se estrenó póstumamente en 1946, un año después de su muerte.

## Biografía
Armetta nació en Palermo, Sicilia, Italia, a los 14 años, viajó en polizón en un barco a América. Las autoridades del Servicio de Control de Inmigración estaban preparadas para poder enviarlo de regreso, pero encontró una familia italiana para que trabajaba como patrocinador. Se instaló a Nueva York, donde repartía comestibles, vendía sándwiches y pizzas y realizó otras tareas domésticas para poder sobrevivir. Eventualmente terminó trabajando como planchador de pantalones en un club conocido donde se hizo amigo del actor y productor Raymond Hitchcock. Hitchcock le consiguió un papel en el coro de su obra A Yankee Consul.
Después de que un amigo le contará sobre la industria cinematográfica en Carolina del Sur, Armetta hizo un autoestop a Hollywood en 1920 y pronto encontró trabajo en películas como un italiano estereotípico, a menudo interpretaba a un peluquero, tendero o un dueño de un restaurante. Luego apareció en más de 152 películas (al menos 24 películas en 1934), a menudo sin acreditar. Armetta hizo varias apariciones en películas de Metro-Goldwyn-Mayer, incluyendo Romance (1930), protagonizada por Greta Garbo. What! No Beer? (1933) protagonizada por Buster Keaton y Jimmy Durante, Everybody Sing (1938) protagonizada por Judy Garland, Allan Jones y Fanny Brice. Tienda de locos (1941) juntó con los hermanos Marx, en una de sus últimas apariciones en el musical en Technicolor de Metro-Goldwyn-Mayer Levando anclas (1945) protagonizada por Frank Sinatra y Gene Kelly, se vislumbró brevemente a Armetta, donde parecía más delgado. Murió ese mismo año tras haber sufrido un infarto agudo de miocardio en San Diego. Está enterrado en el cementerio de Holy Cross en Culver City, California.

## Filmografía seleccionada
- The Plunderer (1915)
- The Marble Heart (1916)
- The Eternal Sin (1917)
- The Jungle Trail (1919)
- The Face at Your Window (1920)
- Fantômas (1920, Serial)
- The Silent Command (1923)
- The Desert's Price (1925)
- The Missing Link (1927)
- 7th Heaven (1927)
- Paid to Love (1927)
- A Girl in Every Port (1928)
- Street Angel (1928)
- Lonesome (1928)
- The Red Dance (1928)
- Homesick (1928)
- In Old Arizona (1928)
- Lady of the Pavements (1929)
- Madame X (1929)
- Half Marriage (1929)
- Jazz Heaven (1929)
- Love, Live and Laugh (1929)
- The Trespasser (1929)
- Sunny Side Up (1929)
- The Climax (1930)
- The Ship from Shanghai (1930)
- A Lady to Love (1930)
- The Girl Said No (1930)
- Lovin' the Ladies (1930)
- Ladies Love Brutes (1930)
- Die Sehnsucht jeder Frau (1930)
- The Sins of the Children (1930)
- The Little Accident (1930)
- Romance (1930)
- Sei tu l'amore (1930)
- La mujer X (1931)
- A Tailor Made Man (1931)
- Strangers May Kiss (1931)
- Laughing Sinners (1931)
- Just a Gigolo (1931)
- Five and Ten (1931)
- Chantaje (Hush Money, 1931)

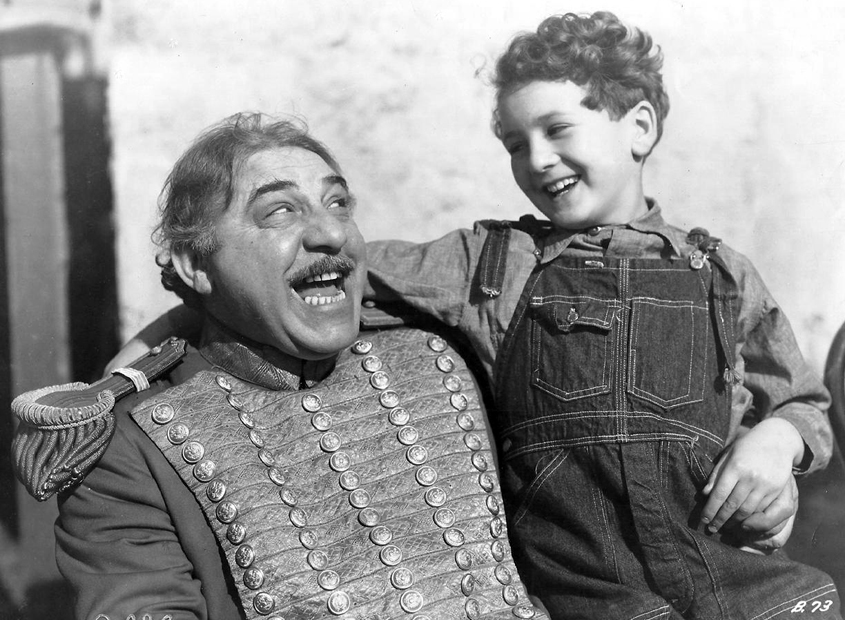
Henry Armetta junto a Bobby Breen en Let's Sing Again (1936)

- New Adventures of Get Rich Quick Wallingford (1931)
- The Unholy Garden (1931)
- Forbidden (1932)
- High Pressure (1932)
- The Passionate Plumber (1932)
- Arsène Lupin (1932)
- Steady Company (1932)
- Scarface (1932)
- Doomed Battalion (1932)
- Huddle (1932)
- Week Ends Only (1932)
- Red-Headed Woman (1932)
- Bachelor's Affairs (1932)
- Speak Easily (1932)
- Okay, America! (1932)
- Hat Check Girl (1932)
- Deception (1932)
- Prosperity (1932)
- Men of America (1932)
- Uptown New York (1932)
- A Farewell to Arms (1932)
- Central Park (1932)
- They Just Had to Get Married (1932)
- Rasputin and the Empress (1932)
- What! No Beer? (1933)
- The Cohens and Kellys in Trouble (1933)
- So This Is Africa (1933)
- Fra Diavolo (1933)
- Don't Bet on Love (1933)
- Laughing at Life (1933)
- Her First Mate (1933)
- Too Much Harmony (1933)
- Cross Country Cruise (1934)
- The Poor Rich (1934) - Tony
- The Cat and the Fiddle (1934)
- Viva Villa! (1934)
- The Black Cat (1934)
- Half a Sinner (1934)
- Let's Talk It Over (1934)
- Kiss and Make-Up (1934)
- Romance in the Rain (1934)
- Hide-Out (1934)
- Gift of Gab (1934)
- Embarrassing Moments (1934)
- One Night of Love (1934)
- Wake Up and Dream (1934)
- Two Heads on a Pillow (1934)
- The Merry Widow (1934)
- Imitation of Life (1934)
- Cheating Cheaters (1934)
- The Man Who Reclaimed His Head (1934)
- After Office Hours (1935)
- Night Life of the Gods (1935)
- I've Been Around (1935)
- Straight from the Heart (1935)
- Princess O'Hara (1935)
- Dinky (1935)
- Unknown Woman (1935)
- Manhattan Moon (1935)
- Three Kids and a Queen (1935)
- Magnificent Obsession (1935)
- Let's Sing Again (1936)
- Poor Little Rich Girl (1936)
- The Crime of Dr. Forbes (1936)
- Two in a Crowd (1936)
- The Magnificent Brute (1936)
- Top of the Town (1937)
- Make a Wish (1937)
- Manhattan Merry-Go-Round (1937)
- Everybody Sing (1938)
- Speed to Burn (1938)
- Submarine Patrol (1938)
- Road Demon (1938)
- Fisherman's Wharf (1939)
- Winner Take All (1939)
- The Lady and the Mob (1939)
- I Stole a Million (1939)
- Dust Be My Destiny (1939)
- Rio (1939)
- The Escape (1939)
- Boss Foreman (1939)
- Three Cheers for the Irish (1940)
- The Man Who Talked Too Much (1940)
- You're Not So Tough (1940)
- We Who Are Young (1940)
- Caught in the Act (1941)
- The Big Store (1941)
- Slick Chick (1941)
- Stage Door Canteen (1943)
- Good Luck, Mr. Yates (1943)
- Thank Your Lucky Stars (1943)
- Once Upon a Time (1944)
- Ghost Catchers (1944)
- Allergic to Love (1944)
- A Bell for Adano (1945)
- Penthouse Rhythm (1945)
- Anchors Aweigh (1945)
- Colonel Effingham's Raid (1946)